# Regierungsbezirk Arnsberg
Regierungsbezirk Arnsberg är ett av fem regeringsområden i Nordrhein-Westfalen.

## Geografi
Regeringsområdet ligger i den sydöstra delen av förbundslandet Nordrhein-Westfalen. I norr gränsar distriktet till Regierungsbezirk Münster & Regierungsbezirk Detmold. I öst gränsar det till förbundslandet Hessen. I söder till Rheinland-Pfalz och i väst till regeringsdistrikten Köln och Düsseldorf.

## Historia
Arnsberg var tidigare ett grevskap i Tysk-romerska riket. Regeringsområdet grundades 1816 som en del av den preussiska provinsen Westfalen. År 1900 hade det en yta på 7 697 km² och 1 815 319 invånare (1900). Bergsbruk och industri hade stor betydelse för näringslivet.
Efter Preussens upplösning 1947 blev Regierungsbezirk Arnsberg ett regeringsområde i det nygrundade förbundslandet Nordrhein-Westfalen.

## Distrikt och distriktsfria städer

### Distrikt
- Ennepe-Ruhr-Kreis
- Hochsauerlandkreis
- Märkischer Kreis
- Kreis Olpe
- Kreis Siegen-Wittgenstein
- Kreis Soest
- Kreis Unna

### Distriktsfria städer
- Bochum
- Dortmund
- Hagen
- Hamm
- Herne